# 積水メディカル
積水メディカル株式会社（せきすいめでぃかる）は東京都中央区に本社を置く、検査事業、医薬事業、創薬支援事業を展開する積水化学グループの企業である。

## 概要
積水化学工業のメディカル事業部門、並びに同社の子会社であり、かつては第一三共の子会社であった第一化学薬品の事業統合より発足。2017年にはエーザイの子会社であったエーディアを吸収合併した。
積水化学グループでは高機能プラスチックスカンパニーに属していた。しかし2019年より独立して、第四の新カンパニーを目指している。
主な事業は、大きく分けて以下の3つに分類されている。
検査事業
血液凝固・糖尿病・脂質・リウマチ・感染症などの各種臨床検査薬や、プラスチック製真空採血管の開発・製造・販売、臨床化学自動分析装置・全自動血液凝固分析装置をはじめとする各種分析装置を販売している。
医薬事業
医薬品の活性成分である医薬原体（API）、医薬用アミノ酸、ペプチドの受託製造を行う。主に製薬企業に提供している。
創薬支援事業
医薬品開発の研究開発支援として、探索から申請、市販後調査までの各段階において、非臨床及び臨床における各種評価試験を研究機関から受託している。

## 主な取扱商品
- 詳しくは製品一覧を参照。

## 沿革
- 1947年（昭和22年）- 第一化学薬品株式会社創立。体外用診断薬の国産化に着手。
- 1955年（昭和30年）- 民間初のラジオアイソトープ実験室設置。
- 1958年（昭和33年）- 放射性医薬品の製造研究開始。アミノ酸類製造販売開始。
- 1963年（昭和38年）- 国産初の放射性医薬品を発売。
- 1965年（昭和40年）- 薬物動態研究所竣工。
- 1968年（昭和43年）- 安全性研究受託業務開始。
- 1978年（昭和53年）- 岩手工場竣工。
- 1990年（平成2年）- つくば工場竣工。
- 1996年（平成8年）- つくば研究所開設。
- 2001年（平成13年）- 米国駐在事務所開設。ISO 14001認証取得（岩手工場）。
- 2003年（平成15年）- ISO 9001認証取得（体外用診断薬）。
- 2005年（平成17年）- ISO 13485認証取得（体外用診断薬）。
- 2006年（平成18年）
  - 親会社である第一製薬が当社の全株式を積水化学工業に譲渡、同社の完全子会社となる。
  - 中国・上海市に検査薬販売子会社を設立。
- 2008年（平成20年）‐ 積水化学工業のメディカル事業部門と事業統合、社名を積水メディカル株式会社に変更。
- 2010年（平成22年）- 積水化学工業が北京積水創格医療科技有限公司と当社子会社である上海達伊医智商貿有限公司を統合し、積水医療科技（中国）有限公司を発足。
- 2012年（平成24年）- 積水化学工業が北米拠点American Diagnostica, Inc.（コネチカット州）とSekisui Diagnostics, LLC（マサチューセッツ州）を経営統合。つくば工場にSCMセンターを設立。
- 2015年（平成27年）- 積水化学工業がエーザイからエーディア株式会社の株式を取得[1]。
- 2017年（平成29年）
  - 1月1日 - 本社を日本橋三丁目から二丁目に移転。
  - 4月1日 - 当社を存続会社としてエーディアと統合。

## 事業所
- 生産拠点・物流拠点
  - つくば工場・SCMセンター（茨城県龍ケ崎市）
  - 阿見事業場（茨城県阿見町）
  - 岩手工場（岩手県八幡平市）

- 研究開発拠点・受託試験拠点
  - つくば研究所（茨城県龍ケ崎市・阿見町）
  - 岩手研究開発センター（岩手県八幡平市）
  - 創薬支援センター・東海研究開発センター（茨城県東海村）

- 詳しくは事業所を参照。

## 関連会社
- 徳山積水工業株式会社
- 積水医療科技有限公司

## 受賞
- 産学官連携功労者表彰経済産業大臣賞（2013年）：マイクロドーズ臨床試験を活用した革新的創薬支援技術の開発／事業化